# 東海旅客鉄道飯田支店

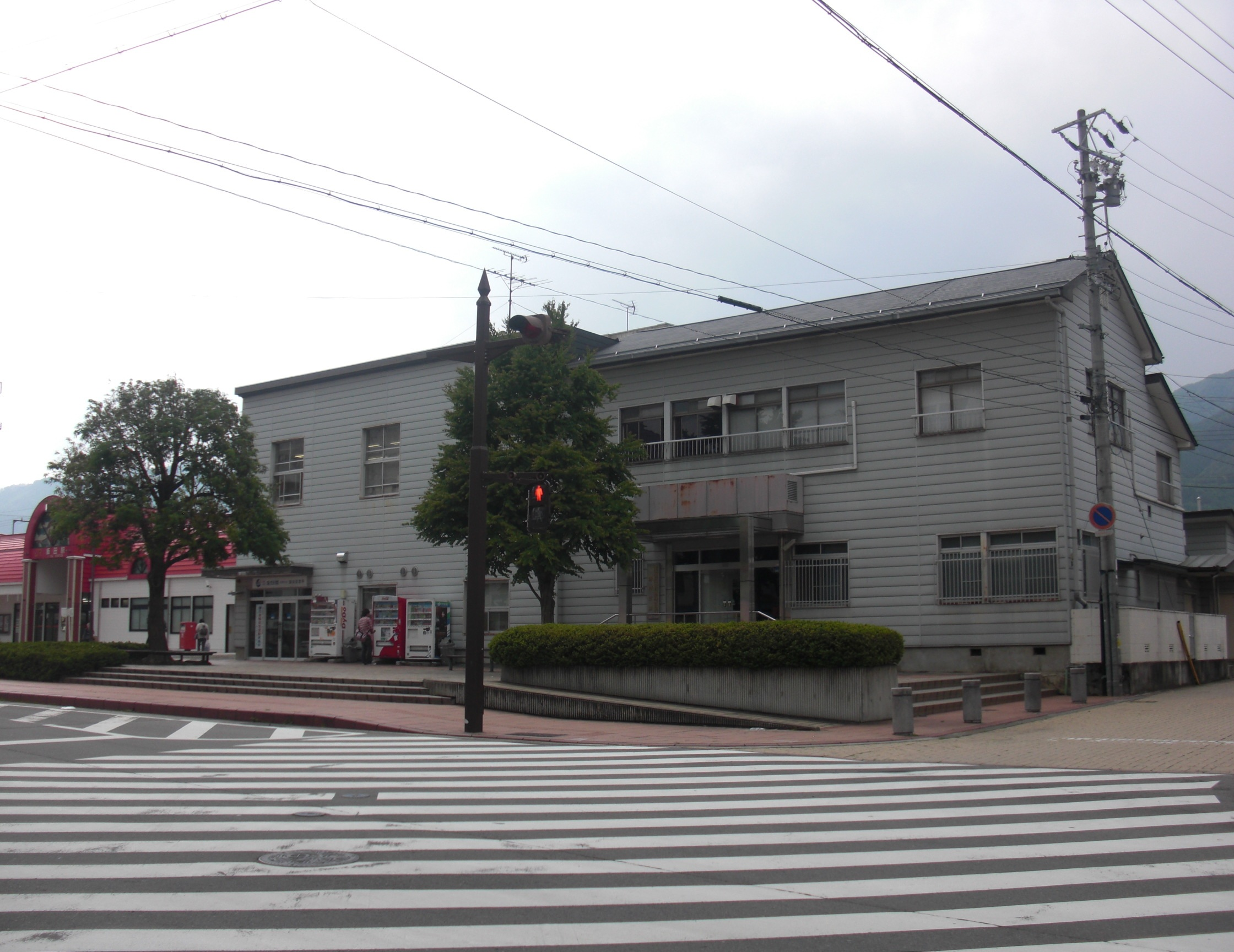
JR東海飯田支店

東海旅客鉄道飯田支店（とうかいりょかくてつどういいだしてん）は、東海旅客鉄道（JR東海）東海鉄道事業本部の支店。

## 概要
飯田線の広報や地元との調整を図る。長野県飯田市に置かれている。
民営化後のJR東海が掲げた地域密着型経営の推進施策の一環として、1988年（昭和63年）2月1日の組織改編で静岡支社に飯田線営業所を設け、愛知県豊川市に置いた。しかし1989年（平成元年）に発生した北殿駅列車衝突事故を契機に、JR東海は拠点を管轄路線の中核となる飯田駅構内に移転することを決め、1990年（平成2年）3月1日の組織改編で飯田線営業所を静岡支社から本社東海鉄道事業本部に移管。飯田支店に格上げした。
発足当初は管理、運輸、工務の3課33人体制で、飯田線全線のダイヤ決定権など広範な権限が認められていたが、2001年（平成13年）7月より本部管轄となり大幅に人員が削減され、権限縮小された。現在では広報や地元調整などを行っている。